# Stretch contrastato
Lo Stretch contrastato è una tecnica speciale applicata nell'allenamento con sovraccarichi, in particolare nel body building e nel fitness.

## Definizione
Lo stretch contrastato è una cosiddetta "tecnica ad alta intensità" che consiste, una volta raggiunto il cedimento muscolare, nel mantenere una contrazione isometrica del muscolo coinvolto in massimo allungamento per diversi secondi - fino a 15-20 - costringendolo a rimanere in tensione. Essenzialmente lo stretch contrastato influisce sul prolungamento del Time Under Tension (TUT) mantenendo una contrazione statica al termine della fase eccentrica nell'ultima ripetizione, solo dopo aver raggiunto il cedimento muscolare.
Si tratta di una tecnica speciale relativamente recente e poco diffusa, che è stata studiata da alcuni Ricercatori italiani. Tali ricerche hanno dimostrato che questa tecnica, tramite il danno cellulare da essa indotto, permetta di aumentare il rilascio di fattori di crescita insulino-simili, gli IGF-1 (Somatomedina C). Queste molecole sono responsabili dello sviluppo delle fibre embrionali e della costruzione di nuove fibre a partire dalle cellule satellite. Tramite uno studio (Paoli et al., 2004) è stato riscontrato che la tecnica dello stretch contrastato possa favorire un maggiore incremento della massa muscolare rispetto ai metodi tradizionali e al rest pause. Questa tecnica si basa sull'aumento della risposta infiammatoria e immunologica enfatizzando il danno muscolare. Essa prende spunto dalle ripetizioni eccentriche, ovvero le ripetizioni in cui viene enfatizzata la resistenza nella fase eccentrica o negativa della ripetizione. Questo tipo di contrazione (in allungamento) provoca uno stretch (un allungamento o stiramento) forzato delle fibre muscolari, le quali si oppongono allo stiramento passivo imposto dalla resistenza esterna. Le ripetizioni eccentriche, una tecnica molto diffusa nel bodybuilding, causa un conseguente danno cellulare e l'attivazione e proliferazione delle cellule satellite. Questo metodo è stato ampiamente studiato nella letteratura scientifica, dove è stato più volte proposto come strategia superiore per lo sviluppo muscolare. Tuttavia lo stretch contrastato non è stato molto approfondito sull'uomo se non dalla ricerca di Paoli e colleghi, i quali confermarono precedenti lavori condotti su animali.

## La ricerca
Molte delle ricerche che sperimentarono una tecnica simile allo stretch contrastato vennero condotti da Antonio e Gonyea su animali. In uno di questi si volle determinare se un progressivo aumento del carico combinato con il mantenimento del muscolo in fase di stiramento porti ad un aumento della massa muscolare, o se le fibre raggiungessero una dimensione critica prima della comparsa dell'iperplasia muscolare. Nello studio sono stati scelti dei carichi equivalenti al 10-35% della massa degli uccelli, i quali vennero attaccati sull'ala destra di 26 esemplari, mentre l'ala sinistra serviva come controllo. Il protocollo era così impostato: il 1º giorno (10% di peso), i giorni 2 e 3 (riposo), il giorno 4 (15% di peso), 5-7 giorni (riposo), il giorno 8 (20% di peso), i giorni 9 e 10 (riposo), giorni 11-14 (25% di peso), i giorni 15 e 16 (riposo), e giorni 17-38 (35% in peso).
La massa muscolare aumentò del 174% (in 12 giorni), del 196% (in 16 giorni), del 225% (in 20 giorni), del 264% (in 24 giorni), e del 318% (in 28 giorni). La lunghezza muscolare aumentò del 60% (in 12 giorni), del 34% (in 16 giorni), del 59% (in 20 giorni), del 50% (in 24 giorni), e del 51% (in 28 giorni). Il numero di fibre, che venne misurato istologicamente, aumentò in modo significativo dell'82% solo nei 28 giorni nel gruppo sottoposto ad allungamento. La percentuale di fibre toniche lente non è cambiata per nessuna delle fasi esaminate. Questo studio in sintesi dimostrò un incremento del 300% della massa muscolare in un solo mese. L'unica forma di stress muscolare nell'esperimento era l'uso di uno strech contrastato con sovraccarico progressivo.
(Antonio e Gonyea, 1993)
In altre parole, i ricercatori conclusero che i guadagni nella massa muscolare erano stati ottenuti mediante iperplasia (aumento del numero delle fibre muscolari), piuttosto che ipertrofia (aumento del volume). Questo usando un sovraccarico progressivo aumentato quasi ad ogni sessione.
In base a questi risultati, il gruppo di ricercatori italiani Paoli, Neri, Bargossi, Velussi e Reggiani, tramite uno studio pubblicato sul European Journal of Physical and Rehabilitation Medicine nel 2004, ha voluto esaminare gli effetti dello stretch contrastato comparandolo con la tecnica del rest pause e dell'allenamento coi pesi tradizionale. 12 atleti sono stati divisi in 3 gruppi da 4. I 3 gruppi testavano 3 metodologie di allenamento diverse.
- il primo gruppo eseguiva la tecnica dello stretch Contrastato (SC): una volta raggiunto il cedimento muscolare, si manteneva una contrazione isometrica in massimo stiramento fino a 15-20 secondi;
- il secondo gruppo eseguiva il rest pause (RP) con 2 serie da 6 ripetizioni, a seguire 20 secondi di recupero, massimo numero di ripetizioni possibili, 20 secondi di recupero, un calo del 10% del carico, e ancora massimo numero di ripetizioni possibili;
- il terzo gruppo svolgeva un allenamento coi pesi tradizionale (AT, Allenamento Tradizionale) con 4 serie a cedimento al 70% 1RM;

I valori di grasso corporeo e di massa muscolare dei soggetti erano sovrapponibili alla partenza. Questi eseguivano da 2 a 3 sessioni di allenamento settimanali. Le schede di allenamento dei tre gruppi si differenziavano per la presenza di un esercizio eseguito con una delle tre metodiche ad ogni sessione, mentre gli altri esercizi venivano eseguiti da tutti i 3 gruppi con la tecnica del Mantieni Peso (MP). Dopo 7 settimane, il gruppo che applicava la tecnica dello stretch contrastato (SC) mostrò un maggiore incremento della massa muscolare significativo rispetto al gruppo AT e RP, mentre la percentuale di grasso non ha mostrato variazioni significative tra i 3 gruppi. Il gruppo RP dimostrò un significativo calo della percentuale di grasso rispetto agli altri 2 gruppi, e un maggiore incremento della massa muscolare rispetto al gruppo AT.

## Altre tecniche diresistance training
- Super set
- Tri set
- Set gigante
- Stripping
- Rest pause
- Ripetizioni eccentriche
- Ripetizioni forzate
- Ripetizioni negative
- Super Slow
- Peak contraction
- Cheating
- Doppio impatto
- Burns
- Serie del 21
- Sistema piramidale
- Mantieni Peso (MP)
- Mantieni Ripetizioni (MR)
- Lock-out
- Cedimento muscolare